# Jean Vigo
Jean Vigo (Paris, 26 de abril de 1905 – Paris, 5 de outubro de 1934) foi um realizador francês. Apesar de ter vivido menos de 30 anos, dirigiu dois filmes que marcaram o desenvolvimento futuro do cinema francês e mundial: Zéro de conduite (1933) e L'Atalante (1934). 
Vigo contribuiu para a introdução do realismo poético no cinema da década de 1930 e influenciou a Nouvelle Vague, entre o final dos anos 1950 e o início dos anos 1960.

## Biografia
Jean Vigo era filho do militante anarquista Eugène Bonaventure de Vigo, diretor do jornal Le Bonnet Rouge, mais conhecido pelo pseudônimo de Miguel Almereyda.
Em 1914, Eugène foi preso e, posteriormente, encontrado morto na prisão de Fresnes, estrangulado com os cordões dos próprios sapatos.
Jean Vigo teve uma infância algo conturbada, nunca tendo se recuperado da morte do pai. Abandonado pela mãe, foi várias vezes transferido de uma escola para outra, sem conseguir relacionar-se com os colegas.
Aos vinte e três anos de idade, conhece um grupo de pessoas ligadas ao cinema. Entusiasmado, compra uma câmera e decide fazer um documentário.
Com a ajuda de Boris Kaufman, irmão mais novo de Dziga Vertov, Vigo estreia com uma violenta sátira poética À propos de Nice (1930), um filme feito em género de documentário social, que ele definia como "ponto de vista documentado" (point de vue documenté). Nessa mesma linha, realiza o curta-metragem documental Taris, roi de l'eau (1931), também conhecido como La Natation par Jean Taris, champion de France - um elegante ensaio sobre o nadador Jean Taris.
O carácter muito pessoal dos seus dois primeiros trabalhos, aliado ao fato de pretender elaborar um guião mediante a adaptação de uma história com crianças, assustou os produtores, levando a que se passassem dois anos até que Vigo pudesse filmar a obra-prima Zéro de conduite, que sua exibição ficou proibido pela censura até a libertação da França, em 1945.
Seu falecimento ocorreu pouco depois do lançamento do seu único longa-metragem L'Atalante, que foi remontado pelos produtores e lançado sob o título de Le Chaland qui passe. Jean Vigo morreu uma semana depois de o filme ser retirado de cartaz.
O cineasta era casado e tinha uma filha, Luce Vigo (crítica de cinema), nascida em 1931. Ele morreu em 1934, aos 29 anos, em razão de complicações decorrentes de uma tuberculose contraída oito anos antes.

## L'Atalante
L'Atalante foi montado por Louis Chavance, sob a direção de Jean Vigo, já então doente e acamado. A diretoria da Gaumont, preocupados depois da interdição de Zéro de conduite, o filme precedente do cineasta, decidira substituir a música de Maurice Jaubert pela canção de  Lys Gauty, Le Chaland qui passe (também conhecida por sua versão  em italiano, "Parlami d'amore Mariù"), que fazia muito sucesso na época, e o filme também acabou saindo com o mesmo título da canção.  Cenas foram suprimidas na remontagem pelo mesmo Chavance, e o filme, que tinha originalmente 84 minutos, passou a ter 65 minutos. 

## Filmografia
- 1930: À propos de Nice
- 1931: La Natation par Jean Taris, champion de France ou Taris, roi de l'eau
- 1933: Zéro de conduite
- 1934: L'Atalante